# A Talent for Loving
A Talent for Loving ist eine Westernkomödie aus dem Jahr 1969, die im deutschen Sprachraum bislang nicht gezeigt wurde und nach der gleichnamigen Geschichte von Richard Condon entstand. In dem von den Kritikern unterschiedlich bewerteten Film spielt Richard Widmark die Hauptrolle unter der Regie von Richard Quine.

## Handlung
Texas und nördliches Mexiko, um 1865: Der ehemalige Major und Profikartenspieler Major William Patten steht vor dem finanziellen Ruin. Um sich über Wasser halten zu können, heiratet er eine reiche mexikanische Dame, deren Familie allerdings vor dreihundert Jahren mit einem Fluch belegt wurde. Ein Aztekenpriester, der seine eigene Hand abschneiden musste, verurteilt die spanischen Conquistadoren, die ihn bedrängten, und alle ihre Nachfahren zu unersättlicher Liebesgier, haben sie einmal physische Liebe – und sei es auch nur ein Kuss – gekostet.
So konkurriert Patten nicht nur mit dem reichen Landbesitzer der Gegend und einem mexikanischen Banditen um die Gunst der Damen, sondern muss sich auch gegen die immer fordernderen Wünsche der Weiblichkeit zur Wehr setzen.

## Kritik
Hal Erickson nannte die Komödie „unruhig, aber genießbar“.